# 城巴78X線
城巴78X線是香港一條新界巴士路線，由城巴有限公司營運，於2021年11月30日投入服務，來往粉嶺皇后山及啟德，途經軍地、馬尾下、觀塘商貿區及九龍灣商貿區，並取道香園圍公路、吐露港公路、大老山隧道及觀塘繞道往返兩地，全程收費為$18.9。此路線及79X線為城巴首兩條服務北區的獨營專營巴士路線，城巴把此線標榜為「皇后山東九龍快線」，更宣傳此線往返粉嶺和觀塘的車程只需約50分鐘。78X線只於非公眾假期之星期一至五服務，週末及假日之服務則由特別班次78C線負責。相比之下，78C線不經主線服務之觀塘碼頭而改經觀塘市中心一段觀塘道。而78P線也是78X線的特別班次，於星期一至五（公眾假期除外）上午繁忙時間由粉嶺皇后山經全段觀塘道東行單向開往觀塘。

## 歷史
運輸署在《2020－2021年度巴士路線計劃》中，建議開辦一條新巴士服務來往皇后山邨及啟德（沐元街），途經軍地、孔嶺、馬尾下、香園圍公路、吐露港公路、大老山隧道、觀塘商貿區、九龍灣商貿區，去程及回程分別途經德朗邨、啟晴邨及麗晶花園、啟業邨，建議星期一至五早晚繁忙時間各開出一班單向服務，並決定以招標的方式來決定營運商。
2021年，運輸署宣佈把此路線的專營權批予城巴，編號定為78X，並在同年11月30日投入服務，以配合山麗苑首批住戶於2021年12月陸續入伙。由於此線的兩端總站（即皇后山公共運輸交匯處及啟德（沐元街）巴士總站）當時尚未完工，故新界區臨時總站設在龍馬路西行近山麗苑，九龍臨時總站則設在協調道東行近稅務中心；另外，來回程各增至兩班車，星期一至五上午開出時間是07:15及08:00，下午開出時間是17:15及18:00，而服務水平將因應皇后山屋苑的入伙情況逐漸提升。匯達交通服務商務總監吳義君表示，皇后山為北部都會區的核心區域，而北部都會區將是香港未來數十年的重要發展區域，是次投得皇后山路線有助城巴為市民提供往返北部都會區的服務，同時有助擴展城巴業務，為當區居民提供新的公共交通選擇。
2022年1月26日起，78X線的粉嶺總站遷往皇后山公共運輸交匯處，並增加班次至來回程各三班，粉嶺皇后山邨開出時間為07:15、07:45及08:15，啟德開出時間為17:15、17:45及18:15。路線由新總站開出後，會駛經龍馬路東行，然後在近山麗苑橋山閣之道路盡頭處掉頭返回龍馬路西行「山麗苑」站及原有路線，並取消位於龍馬路西行的「皇后山邨」分站；而往皇后山方向駛至龍馬路東行後先駛入皇后山公共交通總站設站以取代原有位於龍馬路東行的「皇后山邨」分站，之後駛經龍馬路東行，再在近山麗苑橋山閣之道路尽頭處掉頭返回龍馬路西行「山麗苑」站，最後沿龍馬路西行轉入皇后山公共交通總站終結行程。然而在2019冠狀病毒病第五波疫情下，此線曾在同年3月16日起減至來回各只開兩班車，直至4月21日方恢復原有班次。同年7月17日起，此線更延長服務時間及增設週末和假日之服務，由星期一至五由粉嶺皇后山開出時間為05:40－16:30，星期六、日及公眾假期則為05:40－19:30；星期一至五由啟德開出時間為12:00－21:00，星期六、日及公眾假期則為11:20－20:20；同時因應北區區議會主席羅庭德的請求，來回程同時在觀塘碼頭增設中途站，原有往啟德方向之$4.8分段收費亦改於相關分站實施。
相對同樣往返沙頭角公路－馬尾下段與九龍東之九龍巴士277A線，78X線在東九龍只服務觀塘商貿區和九龍灣商貿區，惟該帶遠離人口較為密集之觀塘道一帶，雖能方便平日繁忙時間在東九龍商貿區上下班的乘客，但假日因需求問題而未能吸引居民選乘，北區區議會主席羅庭德要求78X線改經觀塘道，惟運輸署以觀塘道交通繁忙為由而對建議有所保留。不過，運輸署於《2023－2024年度巴士路線計劃》中建議此線的星期六、日及公眾假期之班次改經觀塘市中心一段觀塘道，不經觀塘碼頭及開源道至勵業街一段偉業街，並更改編號為「78C」。建議獲得落實後，於2023年8月19日起實施。
2024年2月19日起，78P線投入服務，於星期一至五（公眾假期除外）由粉嶺皇后山經全段觀塘道東行單向開往鯉魚門道近觀塘游泳池；同月25日起，78X及78C線位於啟德的總站由協調道近稅務中心遷往新落成的啟德公共運輸交匯處；往啟德方向於承啟道近德朗邨停車場增設分站，來回方向亦於協調道近東九龍總區警察總部增設分站。2025年1月26日起，78X及78C線往皇后山方向於龍馬路皇后山一號外增設中途站。

## 服務時間及班次
78X線於非公眾假期之星期一至五日間提供前往啟德及上午繁忙時間過後提供前往粉嶺皇后山之服務，週末及假日往返兩地之服務則由特別班次78C線負責。以下服務時間及班次資訊以最近一次更新時為准：
| 粉嶺皇后山開         | 粉嶺皇后山開        | 粉嶺皇后山開        | 粉嶺皇后山開 | 啟德開               | 啟德開       | 啟德開       | 啟德開   |
| 日期                 | 服務時間            | 班次（分鐘）        | 服務路線     | 日期                 | 服務時間     | 班次（分鐘） | 服務路線 |
| -------------------- | ------------------- | ------------------- | ------------ | -------------------- | ------------ | ------------ | -------- |
| 星期一至五           | 05:40－06:40        | 30                  | 78X          | 星期一至五           | 12:00－17:15 | 45           | 78X      |
| 星期一至五           | 06:55、07:15、07:40 | 06:55、07:15、07:40 | 78X          | 星期一至五           | 17:15－20:15 | 30           | 78X      |
| 星期一至五           | 07:40－09:10        | 30                  | 78X          | 星期一至五           | 21:00        | 21:00        | 78X      |
| 星期一至五           | 09:45、10:15、10:50 |                     | 78X          |                      |              |              |          |
| 星期一至五           | 11:20、12:00、12:45 |                     | 78X          |                      |              |              |          |
| 星期一至五           | 13:30－16:30        | 60                  | 78X          |                      |              |              |          |
| 星期六、日及公眾假期 | 05:40、06:35        | 05:40、06:35        | 78C          | 星期六、日及公眾假期 | 11:20－20:20 | 60           | 78C      |
| 星期六、日及公眾假期 | 07:30－19:30        | 60                  | 78C          |                      |              |              |          |

78P線於星期一至五上午繁忙時間由粉嶺皇后山開出07:25其唯一班次，星期六、日及公眾假期不設服務。

## 收費
78X、78C及78P線的全程收費為$19.6，並設有12歲以下小童及65歲或以上長者半價優惠，當中60歲－64歲香港居民、65歲或以上長者與合資格殘疾人士如以指定八達通繳付此線的車資，均可享有長者及合資格殘疾人士公共交通票價優惠計劃提供的$2票價優惠。乘客登車時需以現金或八達通卡繳付車資，不設找贖；而每位成人乘客可免費帶同最多兩名四歲以下而且不佔座位的兒童乘車。此外，乘客亦可使用指定電子支付工具繳付車資，使用此支付方式的乘客可享有與其他城巴獨營路線或聯營線城巴班次之轉乘優惠，惟不適用於與非城巴路線之轉乘優惠，乘客亦不能享有「公共交通費用補貼計劃」及「長者及合資格殘疾人士公共交通票價優惠計劃」。而在每月首個星期日，每名繳付成人車費乘客可攜同一名12歲以下小童免費乘車。
78X、78C及78P線沿途單向分段收費如下：
| 上車地點＼落車地點                   | 啟德／ 觀塘 | 粉嶺皇后山 |
| ------------------------------------ | ----------- | ---------- |
| 大老山隧道巴士轉乘站                 | $9.2        | $13.7      |
| 觀塘碼頭／ 成業街休憩公園／ 啟業邨起 | $5.5        | 不適用     |
| 磚窰起                               | 不適用      | $6.1       |
| 孔嶺起                               | $4.8        |            |

### 轉乘優惠
78X線與停靠大老山隧道收費廣場的682系列和798系列路線設雙向轉乘優惠（即由682／798系列路線轉乘78X線或由78X線轉乘682／798系列路線均可享有優惠），轉乘地點位於大老山隧道收費廣場。該優惠只適用於使用八達通或指定電子支付工具的乘客。
此外，78X線九龍方向設有與20（往大角咀）、20A（往西九龍站）、22、22M等九龍市區路線、793（往蘇屋邨）、796X（往尖沙咀東）、797（往日出康城）等新界路線、608（往九龍城）等過海隧道巴士路線，以及E22S（往將軍澳）等機場巴士路線的轉乘優惠，乘客如在第二程巴士車程以同一張八達通卡或同一電子支付工具的賬戶繳付上述路線車資，可享有轉乘優惠。
而20（往啟德）、20A（往啟德）、22、22M等九龍市區路線、793、796X（往將軍澳工業邨）、797（往新蒲崗）等新界路線、608（往筲箕灣）等過海隧道巴士路線，以及E22S（往東涌）等機場巴士路線亦與78X線往新界方向設有轉乘優惠，乘客如在第二程巴士車程以同一張八達通卡或同一電子支付工具的賬戶繳付78X線車資，可享有轉乘優惠。

## 用車
現時此線主要用車為富豪B8L 12米（8806－8845）。這批巴士皆配備歐盟六型環保引擎、電子穩定控制系統、車速限制減速控制裝置和等離子空氣清新機，以及全數座椅皆配備安全帶。

## 行車路線
78X線由粉嶺皇后山開出的班次途經龍馬路（東行）、掉頭、龍馬路（西行）、沙頭角公路－龍躍頭段、沙頭角公路－馬尾下段、香園圍公路、粉嶺公路、吐露港公路、大老山公路、大老山隧道、觀塘繞道、偉業街、觀塘碼頭廣場通路、觀塘碼頭巴士總站、偉業街、常悅道、宏光道、啓信道、啓成街、承啟道及協調道前往啟德，而由啟德開出的班次則途經協調道、承啟道、宏照道、常悅道、常怡道、宏照道、海濱道、順業街、偉業街、觀塘碼頭廣場通路、觀塘碼頭巴士總站、偉業街、觀塘繞道、大老山隧道、大老山公路、吐露港公路、粉嶺公路、香園圍公路、沙頭角公路－馬尾下段、沙頭角公路－龍躍頭段、龍馬路（東行）、皇后山公共運輸交匯處、掉頭及龍馬路（西行）前往粉嶺皇后山，具體停站請參考資訊框。
78C線為78X線的輔助線，由粉嶺皇后山開出的班次途經龍馬路（東行）、掉頭、龍馬路（西行）、沙頭角公路－龍躍頭段、沙頭角公路－馬尾下段、香園圍公路、粉嶺公路、吐露港公路、大老山公路、大老山隧道、觀塘繞道、偉發道、茶果嶺道、鯉魚門道、觀塘道、勵業街、海濱道、宏照道、常悅道、宏光道、啓信道、啓成街、承啟道及協調道，而由啟德開出的班次則途經協調道、承啟道、宏照道、常悅道、常怡道、宏照道、海濱道、順業街、偉業街、勵業街、觀塘道、鯉魚門道、偉發道、觀塘繞道、大老山隧道、大老山公路、吐露港公路、粉嶺公路、香園圍公路、沙頭角公路－馬尾下段、沙頭角公路－龍躍頭段、龍馬路（東行）、皇后山公共運輸交匯處、掉頭及龍馬路（西行）前往粉嶺皇后山，具體停站請參考資訊框。
78P線為78X線的單向輔助線，所有班次均由粉嶺皇后山開出，並經龍馬路（東行）、掉頭、龍馬路（西行）、沙頭角公路－龍躍頭段、沙頭角公路－馬尾下段、香園圍公路、粉嶺公路、吐露港公路、大老山公路、大老山隧道、太子道東、觀塘道及鯉魚門道前往觀塘，具體停站請參考資訊框。
78X線和九龍巴士277A線俱為往返沙頭角公路－馬尾下段與九龍東之主要路線，但兩者於九龍東的走線有明顯不同：後者在大老山隧道後直接駛往牛池灣、觀塘道及觀塘市中心，此路線則在離開大老山隧道後，沿觀塘繞道直達觀塘商貿區，然後才前往九龍灣商貿區及啟德。

## 使用狀況
根據《2023－2024年度巴士路線計劃》，78X線最繁忙一小時的載客率為63%。